# ارزش اسمی سهام
ارزش اسمی سهام (به انگلیسی: Par Value) در علوم مالی و مباحث حسابداری به ارزش صوری یک برگه سهم اطلاق می‌گردد. این رقم، در هنگام تأسیس و انتشار سهام، برای هر ورقه سهم عادی، تعیین شده و در اساسنامه درج می‌شود. ارزش اسمی سهام، معادل سهام سرمایه، تقسیم بر تعداد برگه‌های سهام است.
وقتی صحبت از ارزش اسمی می‌شود ممکن است گروهی به ارزش اسمی اوراق مشارکت یا قرضه و گروهی دیگر به ارزش اسمی سهام فکر کنند. در زبان انگلیسی برای این دو، واژگانی جداگانه وجود دارد. انگلیسی‌ها از par value برای اشاره به ارزش اسمی اوراق قرضه و از face value برای ارزش اسمی سهام استفاده می‌کنند. دانستن ارزش اسمی برای اوراق قرضه یا ابزارهای مالی با درآمد ثابت مهم است، چراکه ارزش سررسید و همچنین ارزش دلاری بهره‌های پرداختی را تعیین می‌کند. ارزش اسمی اوراق قرضه در کشورهای خارجی معمولاً ۱۰۰۰ یا ۱۰۰ دلار است؛ اما سهام معمولاً ارزش اسمی نداشته یا ارزش اسمی کمی مثلاً ۱ سنت برای هر سهم دارند. ارزش روز اوراق قرضه یا مشارکت در بازار ممکن است کمتر یا بیشتر از ارزش اسمی آن باشد و به عواملی نظیر نرخ عمومی بهره بازار و اعتبار اوراق قرضه بستگی دارد؛ اما از نظر حقوق سهامداران، ارزش اسمی ارتباط کمی با قیمت سهام بازار دارد. در ایران ارزش اسمی هر سهم ۱۰۰۰ ریال یا ۱۰۰ تومان است و معمولاً اختلاف قابل‌توجهی با ارزش بازار سهام دارد.
تعریف نهشت حقوقی سهم: نسبت تغییرات ارزش اسمی سهم به زمان این تغییرات را نهشت حقوقی سهم یا حقّ تقدّم سهم می نامند.
نکته:حقوق دیگری نیزبه صورت عرظی بر تغییرات ارزش اسمی سهم وارد است که بیشتر حقّ مانیتور کردن و اطّلاع رسانی و ثبت آن لاین و آن تایم سهام پیش فروش شده به روش حقّ تقدّم است که   به متولّی امر مربوط خواهدشد.
تعریف پادنهشت حقوقی سهم:حاصلضرب تغییرات ارزش اسمی سهم در زمان این تغییرات را پادنهشت حقوقی سهم گویند که اساس و فونداسیون پرداخت مخارج فدراسیونها می باشد.

## تفاوت ارزش اسمی و سایر اصطلاحات مرتبط
ارزش اسمی یکی از مفاهیم مالی است که ممکن است با سایر اصطلاحات مشابه اشتباه گرفته شود. 

### ارزش دفتری
در شرکت‌های ایرانی، ارزش دفتری معمولا به‌عنوان معیاری برای تحلیل‌های مالی مورد استفاده قرار می‌گیرد. این مقدار نشان‌دهنده ارزش دارایی‌ها پس از کسر بدهی‌ها است و ممکن است با ارزش اسمی تفاوت داشته باشد.

### ارزش اسمی و تورم در ایران
با توجه به نرخ تورم بالا در ایران، ارزش اسمی ثابت باقی می‌ماند؛ اما قدرت خرید آن به مرور زمان کاهش می‌یابد. به همین دلیل، سرمایه‌گذاران باید به تفاوت بین ارزش اسمی و ارزش واقعی توجه داشته باشند.